# Лексінгтон (Нью-Йорк)
Лексінгтон (англ. Lexington) — місто (англ. town) в США, в окрузі Грін штату Нью-Йорк. Населення — 770 осіб (2020).

## Демографія
Згідно з переписом 2010 року, у місті мешкало 805 осіб у 388 домогосподарствах у складі 215 родин. Було 895 помешкань
Расовий склад населення:
| - 97,6 % — білих - 0,6 % — чорних або афроамериканців - 0,4 % — корінних американців - 0,4 % — азіатів |

До двох чи більше рас належало 1,0 %. Частка іспаномовних становила 3,0 % від усіх жителів.
За віковим діапазоном населення розподілялося таким чином: 13,9 % — особи молодші 18 років, 59,3 % — особи у віці 18—64 років, 26,8 % — особи у віці 65 років та старші. Медіана віку мешканця становила 53,7 року. На 100 осіб жіночої статі у місті припадало 82,1 чоловіків;  на 100 жінок у віці від 18 років та старших — 87,3 чоловіків також старших 18 років.
Середній дохід на одне домашнє господарство  становив 67 626 доларів США (медіана — 46 528), а середній дохід на одну сім'ю — 78 918 доларів (медіана — 55 903). Медіана доходів становила 40 875 доларів для чоловіків та 39 345 доларів для жінок. За межею бідності перебувало 9,7 % осіб, у тому числі 45,1 % дітей у віці до 18 років та 3,0 % осіб у віці 65 років та старших.
Цивільне працевлаштоване населення становило 328 осіб. Основні галузі зайнятості: освіта, охорона здоров'я та соціальна допомога — 23,5 %, мистецтво, розваги та відпочинок — 12,8 %, науковці, спеціалісти, менеджери — 12,2 %, будівництво — 11,6 %.